# (8587) Ruficollis
(8587) Ruficollis (3078 P-L) – planetoida z pasa głównego asteroid okrążająca Słońce w ciągu 3,6 lat w średniej odległości 2,35 au. Odkryta 25 września 1960 roku.